# Robert Mshvidobadze
Robert Nikolaevich Mshvidobadze (en russe : Роберт Николаевич Мшвидобадзе ; né le 17 août 1989 à Gori) est un judoka russe.

## Carrière
Il remporte la médaille de bronze de l'Universiade d'été de 2011 dans la catégorie des moins de 60 kg, le titre de champion d'Europe en 2017 dans la catégorie des moins de 60 kg, la médaille d'argent des Championnats du monde de judo 2018 dans la même catégorie et la médaille d'or aux Championnats d'Europe de judo 2020.

## Palmarès
| Année | Compétition           | Lieu     | Résultat | Catégorie      |
| ----- | --------------------- | -------- | -------- | -------------- |
| 2017  | Championnats d'Europe | Varsovie | 1er      | Moins de 60 kg |
| 2018  | Championnats du monde | Bakou    | 2e       | Moins de 60 kg |
| 2020  | Championnats d'Europe | Prague   | 1er      | Moins de 60 kg |